# Hantverk i Sverige
Hantverk i Sverige är en svensk uppslagsbok om traditionellt svenskt hantverk med beskrivning av 300 hantverksyrken.

## Källa
- Bengt Nyström, Arne Biörnstad och Barbro Bursell (redaktörer): Hantverk i Sverige, LT:s förlag 1989 i samarbete med Nordiska museet, ISBN 91-36-02637-9.